# インティ

太陽神インティ

インティ（Inti）は、インカ帝国の伝説上の太陽神。ケチュア語で太陽の意味。太陽と虹の神ともいわれる。

## 概要
インカ帝国を興したケチュア族の人々は、太陽の神を天の序列の第一位に置き、インティという名前で神聖視した。さらに、インティにはより複雑で普遍的な人格が付与され、創造の神格を吸収して、イラ・コチャ（Ira-Cocha。ビラコチャ、Viracocha とも呼ばれる）、またはその正式名であるアプ・コン・チキ・ウィラ・コチャ神（Apu-Kon-Tiki-Uira-Cocha）になった。この神は、世界創造の基礎となる3要素（水・土・火）を統べる絶対権力であるとされている。
この新しく、とてつもなく強力な太陽神は、その王国内に留まることはなかった。彼は天の階級の一つの「月」であるママ・キリャ（Mama Quilla）を妻とした（インカ伝承では、同時に妹であったともされる）。
インティはイラ・コチャとママ・コチャの子供であるとする伝承もある。また、インティとその妻ママ・キリャは、インカ帝国を作ったマンコ・カパック（Manco Capac）とその兄弟たち（ママ・オクリョ (Mama Ocllo) 、コン（Kon）、パチャカマック（Pachacamac) ら）の父であるともされる。
インカ族の宗教では万物は、創造神ビラ・コチャ（Villa Kocha）によってつくられ、太陽もまたこの神が創造したと説明される。太陽は，インカ族の祖先でもあり，インカ族の首長すなわちインカ帝国の皇帝は太陽の子であった。これによりインカ帝国の支配者は、インティの現人神であるとされていた。
インティは、「アプ・プンチャウ (Apu Punchau) 」（昼の指導者の意）と呼ばれることもある。この太陽神は金の円盤に人面を描いたもので表され、しばしば雷光によって権力を表した。また、月は銀の円盤で象徴された。この金の円盤はスペイン人侵略者により発見されており、最も大きなものは1571年にスペインからローマ教皇に贈られた。ただし、現在は失われている。
インティは、創造者として崇拝または畏敬されていたが、また同時に、助けを乞う者が駆けつけるところでもあった。インティだけが農作物を育て、病気を治し、人々の熱望に応えることができる存在であった。
当然のごとく、女神ママ・キリャには女性たちの熱い信仰が集まった。女性たちは女神の熱心な信者集団を形成した。彼女たちの望みや心配を聞き、庇護してくれるものはキリャを置いて他にはないと考えられた。
太陽神を祭る「インティ・ライミ祭り (Inti Raimi) 」は、インカ帝国の首都であったクスコの行事で、毎年幾千もの観光客が集まる。